# Дорош Дмитрієвич
До́рош Дми́трович Дмитріє́вич (Горбане́нко, Петраше́нко) (1640-ві — після 1714) — український військовик доби Гетьманщини. У 1670-х —1700-х роках обіймав низку полкових старшинських посад у Полтавському полку, у тому числі — полковника. Мазепинець, що пішов у вигнання після поразки антимосковського виступу.

## Походження
Походив зі шляхетської родини, що покозачилась на початку Хмельниччини. Дід — Петраш Яковенко (Горбаненко) — сотник 1-ї полкової сотні Полтавського полку у 1649 році. У червні 1651 року був наказним полтавським полковником.
Батько — Дмитро Горбаненко-Петрашенко-Яковенко (1620-ті — після 1676) був сотником 2-ї Полтавської полкової сотні за часів Хмельниччини, полтавським городовим отаманом (1655, 1670—1673), наказним полтавським полковником (1655, 1676).

## Життєпис
У 1670 році перебував на посаді полтавського полкового хорунжого. Разом з іншими старшинами Полтавського полку у травні присягнув на вірність лівобережному гетьману Дем'яну Ігнатовичу та московському царю. Обіймав уряд полкового хорунжого до 1684 року (з перервами). У червні 1672 року поставив свій підпис під Конотопськими статтями.
З 1685 по 1700 рік з перервами обіймав посаду полтавського полкового осавула. У 1695 році очолив полк замість Павла Герцика, проте вже на початку наступного року поступився пірначем Івану Іскрі. В лютому 1700 року посів другий за впливовістю у полку уряд полтавського полкового обозного.
У 1708 році був серед старшин, які підтримали антимосковський виступ гетьмана Івана Мазепи. У листопаді разом з сином Леонтієм прибув до табору Карла ХІІ. Після поразки у Полтавській битві в 1709 році пішов з мазепинцями у Бендери. Всі маєтності Дмитрієвича та членів його родини на Полтавщині були конфісковані.
У 1710 році разом з Григорієм Герциком їздив на Дунай вести перемови з отаманом донських козаків-булавінців Гнатом Некрасовим про спільні дії проти Московії. У 1711 році брав участь у поході гетьмана Пилипа Орлика на Правобережжя.
У 1714 році згаданий у матеріалах слідчої справи стосовно полтавського полковника Івана Черняка як активний мазепинець. Як «изменник» неодноразово згаданий у «Генеральному слідстві про маєтності Полтавського полку», складеному у 1729—1730 роках. Невідомо, чи був на той час живий.

## Родина
Про шлюб відомостей немає. Мав, щонайменше, двох синів — Юрія та Леонтія. Леонтій (Левко) Дорофійович Дмитрієвич — полтавський полковий хорунжий (1700—1709), разом з батьком підтримав виступ Мазепи та вирушив в еміграцію. Брав участь у походах Пилипа Орлика.